# Emmy Achté
Emmy Charlotta Strömer-Achté est une chanteuse lyrique finlandaise (mezzo-soprano), née le 14 novembre 1850 à Oulu et morte le 2 décembre 1924 à Helsinki. Elle se produit à Helsinki entre 1873 et 1879, surtout dans des rôles dramatiques. Elle exerce également comme professeur de chant pendant plus de quarante ans, et initie la classe d’opéra de l’Institut musical d’Helsinki (aujourd’hui l’Académie Sibelius),.

## Biographie
Née à Oulu le 14 novembre 1850, Emmy Strömer étudie le chant à Helsinki sous la direction d’Émilie Mechelin. Elle poursuit sa formation de 1869 à 1873 à Stockholm auprès de Wilhelm Stenhammar, puis à Paris avec Jean-Jacques Masset,. Emilie Mechelin participe également à sa formation. 
Lors de la création de l’opéra de Finlande par Kaarlo Bergbom en 1873, Strömer interprète tous les rôles principaux de mezzo-soprano, et ce jusqu’en 1879 ; parmi ces rôles, Azucena dans Il Trovatore de Verdi, Valentine dans Les Huguenots de Meyerbeer, ou encore Pamina dans La Flûte enchantée de Mozart. 
Dans les années 1870, elle se produit dans des opéras en Finlande où, avec Ida Basilier-Magelssen, elle est l'une des principales attractions. 
Elle se produit également en Suède, où elle est invitée à chanter à Gothenburg en 1878, en Norvège et en Allemagne.
Emmy Strömer-Achté donne aussi des cours de chant, à partir de 1874. Au début des années 1880, elle se perfectionne à Dresde auprès d’Eugen Hildach. Elle participe ensuite à la symphonie chorale Kullervo de Sibelius en 1892, et joue Chatelaine dans son opéra Jungfrun i tornet lors de sa création en 1896.
Elle enseigne le chant dans l’école de son musique de son mari, et en reprend la direction lorsqu’il meurt en 1900 ; elle dirige également une école privée d’opéra de 1910 à 1913, et crée la classe d’opéra de l’Institut musical d’Helsinki en 1912. À partir de 1910, elle donne aussi des cours de chant et d’art dramatique au Théâtre suédois d’Helsinki, où elle met en scène des opéras à partir de 1912.
Elle meurt à Helsinki le 2 décembre 1924.

## Vie privée
Elle épouse en 1875 Lorenz Nicolai Achté, chef d’orchestre de l’opéra de Finlande. Ils ont deux filles, toutes deux chanteuses lyriques de renommée internationale : Aino Ackté et Irma Tervani.